# Jardin des Poètes
Jardin des Poètes (česky Zahrada básníků) je veřejný park, který se nachází na jihozápadním okraji Paříže v 16. obvodu. Leží v sousedství Jardin des serres d'Auteuil. Park byl vybudován v roce 1954 a jeho rozloha činí 13,4 ha.

## Historie
Zahradu založilo město město Paříž z podnětu Pascala Bonettiho, čestného prezidenta Společnosti francouzských básníků. Zahrada byla slavnostně otevřena 15. května 1954.
Jeho zvláštností je umístění desek na trávníku, na kterých jsou verše francouzských básníků, slavných i méně známých. Také jsou zde umístěny busty básníků včetně Alexandra Puškina z roku 1999, kterou darovalo město Moskva.
Od roku 2006 je tato zahrada společně se sousední botanickou zahradou Jardin des serres d'Auteuil
ohrožena navrhovaným spojením mezi Stadionem Georgese Héberta a Stadionem Rolanda Garrose.